# Yugi
Pour les articles homonymes, voir Yugi (homonymie).
Le Yugi est un ouvrage historique coréen rédigé sous le règne de Yŏng-yang de Goguryeo. Composé d'une centaine de volumes, aucun exemplaire ne nous est parvenu, mais il a servi de source pour des ouvrages ultérieurs.

## Sources
1. ↑  (en) Yŏng-ho Ch'oe, « An outline history of Korean historiography », Korean Studies, vol. 4,‎ 1980, p. 1-27 (lire en ligne, consulté le 24 septembre 2016) P.3